# Anolis antioquiae
Anolis antioquiae är en ödleart som beskrevs av  Williams 1985. Anolis antioquiae ingår i släktet anolisar, och familjen Polychrotidae. Inga underarter finns listade i Catalogue of Life.